# Чапман, Майкл
Майкл Ча́пман (англ. Michael Chapman; 21 ноября 1935, Бостон, США — 20 сентября 2020, Лос-Анджелес, Калифорния, США) — американский кинооператор, кинорежиссёр и актёр. Дважды номинировался на премию «Оскар» за операторскую работу в фильмах «Бешеный бык» и «Беглец».

## Биография
Родился 21 ноября 1935 года в городе Бостоне, США. Учился в Академии Филлипса в городе Эндовере, а также в Колумбийском университете где изучал историю и литературу. В 1965 года начал карьеру в кино в качестве ассистента на съёмках фильма «Кто убил плюшевого медведя». Работал помощником оператора на съёмках фильмов «Крёстный отец» и «Челюсти». Первой работой Чапмана в качестве основного кинооператора стала картина «Последний наряд» 1973 года, где он также снялся в роли таксиста. В качестве режиссёра дебютировал фильмом «Все верные ходы» 1983 года. На съёмках картины «Саги о викингах» выступил в качестве режиссёра и сценариста.
Известен по фильмам «Таксист» и «Бешеный бык» режиссёра Мартина Скорсезе, «Охотники за привидениями 2» и «Детсадовский полицейский» Айвана Райтмана, а также по картинам «Беглец», «Космический джем» и «Первобытный страх». Член Гильдии киноактёров США и Американского общества кинооператоров.
Ушёл на пенсию в 2006 году после съёмок фильма «Мост в Терабитию» режиссёра Габора Чупо.

## Избранная фильмография
| Год  |   | Русское название            | Оригинальное название          | Роль                                 |
| ---- | - | --------------------------- | ------------------------------ | ------------------------------------ |
| 1973 | ф | Последний наряд             | The Last Detail                | оператор, актёр                      |
| 1976 | ф | Подставное лицо             | The Front                      | оператор                             |
| 1976 | ф | Таксист                     | Taxi Driver                    | оператор                             |
| 1978 | ф | Последний вальс             | The Last Waltz                 | оператор                             |
| 1978 | ф | Вторжение похитителей тел   | Invasion of the Body Snatchers | оператор, актёр (в титрах не указан) |
| 1978 | ф | Пальцы                      | Fingers                        | оператор                             |
| 1979 | ф | Странники                   | The Wanderers                  | оператор                             |
| 1980 | ф | Бешеный бык                 | Raging Bull                    | оператор                             |
| 1982 | ф | Личный рекорд               | Personal Best                  | оператор                             |
| 1982 | ф | Мёртвые пледов не носят     | Dead Men Don't Wear Plaid      | оператор                             |
| 1983 | ф | Мозги набекрень             | The Man with Two Brains        | оператор                             |
| 1983 | ф | Все верные ходы             | All the Right Moves            | режиссёр                             |
| 1986 | ф | Племя пещерного медведя     | The Clan of the Cave Bear      | режиссёр                             |
| 1987 | ф | Пропащие ребята             | The Lost Boys                  | оператор                             |
| 1988 | ф | Огонь на поражение          | Shoot To Kill                  | оператор, актёр                      |
| 1988 | ф | Новая рождественская сказка | Scrooged                       | оператор                             |
| 1989 | ф | Охотники за привидениями 2  | Ghostbusters II                | оператор                             |
| 1990 | ф | Быстрые перемены            | Quick Change                   | оператор, актёр                      |
| 1990 | ф | Детсадовский полицейский    | Kindergarten Cop               | оператор, актёр                      |
| 1991 | ф | Доктор Голливуд             | Doc Hollywood                  | оператор, актёр                      |
| 1992 | ф | Шёпот в ночи                | Whispers In The Dark           | оператор                             |
| 1993 | ф | Беглец                      | The Fugitive                   | оператор                             |
| 1993 | ф | Восходящее солнце           | Rising Sun                     | оператор, актёр                      |
| 1995 | ф | Саги о викингах             | The Viking Sagas               | режиссёр, сценарист                  |
| 1996 | ф | Космический джем            | Space Jam                      | оператор                             |
| 1996 | ф | Первобытный страх           | Primal Fear                    | оператор                             |
| 1998 | ф | Шесть дней, семь ночей      | Six Days Seven Nights          | оператор, актёр                      |
| 1999 | ф | История о нас               | The Story of Us                | оператор, актёр                      |
| 2000 | ф | Наблюдатель                 | The Watcher                    | оператор                             |
| 2001 | ф | Эволюция                    | Evolution                      | оператор, актёр                      |
| 2004 | ф | Охотник на убийц            | Suspect Zero                   | оператор, актёр                      |
| 2005 | ф | Тайны прошлого              | House of D                     | оператор, актёр                      |
| 2007 | ф | Мост в Терабитию            | Bridge to Terabithia           | оператор                             |

## Награды и номинации
- Премия «Оскар» за лучшую операторскую работу
  - номинировался в 1981 году за фильм «Бешеный бык»[6]
  - номинировался в 1994 году за фильм «Беглец»[7]

- Премия Американского общества кинооператоров
  - номинировался в 1994 году за фильм «Беглец»[8]
  - лауреат 2004 года за жизненные достижения[8]

- Лауреат премии Национального общества кинокритиков США за лучшую операторскую работу в 1981 году за фильм «Бешеный бык»[8]

- Лауреат Международного фестиваля искусства кинооператоров «Camerimage» в 2016 году за жизненные достижения[9]